# Einsamkeit
Einsamkeit es el segundo álbum de estudio de la banda alemana Lacrimosa. Tiene un estilo más pesado y sentimental con respecto a Angst, canciones pesadas como "Reissende Blicke" y "Diener eines Geistes", nostálgicas como "Einsamkeit", "Bresso" y "Loblied auf die Zweisamkeit", y también más alegres como "Tränen der Sehnsucht" forman el álbum. La portada representa al arlequín solitario en medio del desierto, haciendo referencia al nombre del disco Einsamkeit (que significa soledad en español).

## Lista de canciones
1. "Tränen der Sehnsucht" (Part I & II) - Lágrimas de la nostalgia (Parte I & II)
2. "Reissende Blicke" - Miradas lacerantes
3. "Einsamkeit" - Soledad
4. "Diener eines Geistes" - Sirviente de un fantasma
5. "Loblied auf die Zweisamkeit" - Elogio por los dos
6. "Bresso"
7. "Ruin" - Ruina (canción extra en la edición mexicana)